# Antonio Álvarez de Toledo y Fernández de Velasco
Antonio Álvarez de Toledo y Fernández de Velasco fue el primer hijo del VII duque de Alba de Tormes, Antonio Álvarez de Toledo y Enríquez de Ribera.
Casó el 8 de noviembre de 1668, en Sevilla, con Constanza de Guzmán Dávila, del linaje del IV marqués de Villamanrique, marquesado de Velada.

## Títulos nobiliarios
- VIII duque de Alba de Tormes
- VI duque de Huéscar
- V duque de Galisteo
- IX condado de Lerín condestable de Navarra
- XI marqués de Coria
- VII marqués de Villanueva del Río
- VIII conde de Salvatierra de Tormes
- VII conde de Piedrahíta
- X conde de Osorno
- XII señor de Valdecorneja